# Trashed
Trashed ist ein Lied der britischen Metal-Band Black Sabbath. Es erschien 1983 auf ihrem Album Born Again und als erste Single-Auskopplung des Albums. Sänger Ian Gillan nahm das Lied für Gillan’s Inn erneut auf, wobei auch Black-Sabbath-Gitarrist Tony Iommi mitwirkte.

## Musik
Joel McIver sieht Parallelen zwischen Speed King von Gillans anderer Band Deep Purple und Trashed in Stimmung und Tempo und beschreibt das für Black-Sabbath-Verhältnisse schnelle Stück als „Explosion vom Anfang bis zum Ende“. Greg Moffitt vom Decibel-Magazin beschreibt das Lied als „draufgängerischen“ Anfang des Albums und vergleicht es mit Neon Knights und Turn Up the Night, aber mit einem klaren Bruch gegenüber der Dio-Ära.

## Text
Das Lied handelt von einer tatsächlichen Begebenheit, bei der Gillan betrunken in Bill Wards Wagen (den er in dem Moment für seinen eigenen hielt) fuhr und diesen dabei zerstörte. Auch textlich sieht McIver Parallelen zu Speed King. Das Parents Music Resource Center nahm Trashed in seine 1985 veröffentlichte Liste der Filthy Fifteen auf, versehen mit der Kennzeichnung D/A wegen angeblicher Verherrlichung von Alkohol- oder anderem Drogenkonsum.